# Melinna palmata
Melinna palmata är en ringmaskart som beskrevs av Grube 1870. Melinna palmata ingår i släktet Melinna och familjen Ampharetidae. Arten har ej påträffats i Sverige. Inga underarter finns listade i Catalogue of Life.